# Teagenes z Region
Teagenes z Region (gr. Θεαγένης ὁ Ῥηγῖνος) – grecki pisarz i gramatyk tworzący w VI wieku p.n.e.
Pochodził z Region w Italii. Zajmował się badaniami nad twórczością Homera oraz jego pochodzeniem i życiorysem. Teologiczną warstwę dzieł poety interpretował alegorycznie, uznając przedstawione w nich zmagania bogów za symbol walki żywiołów w przyrodzie.